# Umbra (film din 1994)
Umbra (titlu original: The Shadow) este un film american cu supereroi de acțiune de aventură din 1994 produs de Martin Bregman, Willi Bear și Michael Scott Bregman și regizat de Russell Mulcahy. Rolurile principale au fost interpretate de actorii Alec Baldwin, John Lone, Penelope Ann Miller, Peter Boyle, Ian McKellen, Jonathan Winters și Tim Curry.

## Distribuție
- Alec Baldwin - Lamont Cranston / The Shadow[6]
- John Lone - Shiwan Khan, un descendent al lui Ginghis Han.
- Penelope Ann Miller - Margo Lane
- Peter Boyle - taximetristul Moses "Moe" Shrevnitz
- Ian McKellen - Dr. Reinhardt Lane
- Tim Curry - Farley Claymore[7]
- Jonathan Winters - Wainwright Barth
- Sab Shimono - Dr. Roy Tam
- Andre Gregory - Burbank
- James Hong - Li Peng
- Joseph Maher - Isaac Newboldt
- Max Wright - Berger
- Ethan Phillips - Nelson
- Abraham Benrubi și Steve Hytner - Marine Guards
- Kate McGregor Stewart - Mrs. Shrevnitz
- Frank Welker - vocea lui Phurba, un pumnal mistic.
- Barry Dennen - vocea lui Tulku (nemenționat)